# Caoayan

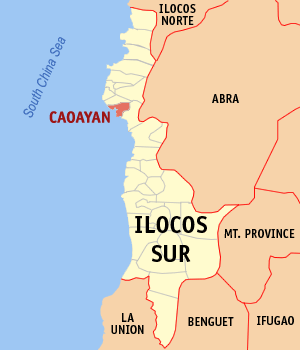
Bản đồ Ilocos Sur với vị trí của Caoayan

Caoayan là một đô thị hạng 5 ở tỉnh Ilocos Sur, Philippines. Theo điều tra dân số năm 2000 của Philipin, đô thị này có dân số 17.199 người trong 3.533 hộ.

## Các đơn vị hành chính
Caoayan được chia ra 17 barangay.
| - Anonang Mayor - Anonang Menor - Baggoc - Callaguip - Caparacadan - Fuerte - Manangat - Naguilian - Nansuagao | - Pandan - Pantay-Quitiquit - Don Dimas Querubin - Puro - Tamurong - Villamar - Don Alejandro Quirolgico (Po - Don Lorenzo Querubin |